# Astragalus pelecinus
La serradilla (Astragalus pelecinus) es una planta de la familia de las fabáceas.

## Descripción
Tallos medio tumbados, de 3-30 cm de largo, de verde a purpúreos, con hojas divididas de 7-15 pares de folíolos, muy pelosos y escotados en su extremo. Las flores, primaverales tempranas, son zigomorfas (es decir presentan una sola posibilidad de dividir la flor en dos partes simétricas, en este caso, un corte perpendicular a lo largo de la misma), de color azulado, que crecen en racimos de pocas flores, al final de pedúnculos de hasta 7 cm, produciendo un fruto de forma característica: de 10-30 mm de largos por 4-8 mm de ancho, alargado y plano; borde de dientes con pico aguzado y senos, entre ellos, redondeados, (como una sierra, lo que origina su nombre), que se enrolla o barquilla en la madurez y en cuyo interior maduran numerosas semillas arriñonadas de unos 2 mm.

## Distribución y hábitat
En el Mediterráneo. En España en Castilla y León: Crece en barbechos, pastizales pobres y bordes de caminos y encinares.

## Taxonomía
Astragalus pelecinus fue descrita por (L.) Barneby y publicado en Memoirs of the New York Botanical Garden 13: 26, en el año 1964.
Variedades aceptadas
- Astragalus pelecinus leiocarpus (A.Rich.)
- Astragalus pelecinus pelecinus (L.) Barneby

Sinonimia
- Biserrula mediterranea Bubani
- Biserrula pelecinus var. gabrielis Sennen
- Biserrula pelecinus var. vasilevii Degen & Urum.
- Pelecinus biserrula Moench[3][4]